# Franz Heinzer
Franz Heinzer (ur. 11 kwietnia 1962 w Schwyz) – szwajcarski narciarz alpejski, mistrz świata.

## Kariera
W zawodach Pucharu Świata pierwsze punkty wywalczył 17 stycznia 1981 roku w Kitzbühel, gdzie zajął ósme miejsce w zjeździe. Na podium zawodów tego cyklu po raz pierwszy stanął 6 marca 1981 roku w Aspen, kończąc rywalizację w tej konkurencji na trzeciej pozycji. W zawodach tych wyprzedzili go jedynie Austriak Harti Weirather i Kanadyjczyk Steve Podborski. Łącznie 45 razy zajmował miejsca na podium zawodów PŚ, odnosząc przy tym 17 zwycięstw: 19 grudnia 1982 roku w Val Gardena i 10 grudnia 1983 roku w Val d’Isère był najlepszy w kombinacji, a 9 grudnia 1983 roku w Val d’Isère, 22 lutego 1986 roku w Åre, 4 stycznia 1987 roku w Laax, 11 marca 1988 roku w Beaver Creek, 14 grudnia 1990 roku w Val Gardena, 12 stycznia 1991 roku w Kitzbühel, 8 marca 1991 roku w Aspen, 16 marca 1991 roku w Lake Louise, 14 grudnia 1991 roku w Val Gardena, 17 i 18 stycznia 1992 roku w Kitzbühel, 25 stycznia 1992 roku w Wengen, 10 stycznia 1993 roku w Garmisch-Partenkirchen, 16 stycznia w St. Anton am Arlberg i 23 stycznia 1993 roku w Veysonnaz triumfował w zjeździe.
Najlepsze wyniki osiągnął w sezonie 1992/1993, kiedy zajął trzecie miejsce w klasyfikacji generalnej, ulegając tylko Marcowi Girardellemu z Luksemburga i Kjetilowi André Aamodtowi z Norwegii. Był też wtedy najlepszy w klasyfikacji zjazdu i trzeci w klasyfikacji supergiganta. W klasyfikacji zjazdu zdobył też Małe Kryształowe Kule w sezonach 1990/1991 i 1991/1992, a w sezonach 1986/1987 i 1987/1988 był trzeci. Ponadto w sezonie 1990/1991 zwyciężył w klasyfikacji supergiganta, a w sezonie 1984/1985 był drugi w klasyfikacji kombinacji.
W 1982 roku wystąpił na mistrzostwach świata w Schladming, gdzie zajął czwarte miejsce w zjeździe. Walkę o brązowy medal przegrał tam z Austriakiem Erwinem Reschem o 0,23 sekundy. Wynik ten powtórzył na mistrzostwach świata w Bormio w 1985 roku i mistrzostwach świata w Crans-Montana dwa lata później, gdzie w walce o podium lepsi okazali się odpowiednio Doug Lewis z USA (o 0,63 s) i kolejny Szwajcar, Karl Alpiger (o 0,14 s). Następnie w swoim jedynym starcie podczas mistrzostw świata w Vail w 1989 roku wywalczył 11. miejsce w supergigancie. Największy sukces osiągnął na mistrzostwach świata w Saalbach dwa lata później, gdzie zwyciężył w zjeździe. Wyprzedził tam Włocha Petera Runggaldiera i swego rodaka, Daniela Mahrera. Był też dziesiąty w tej samej konkurencji na rozgrywanych w 1993 roku mistrzostwach świata w Morioce.
Na igrzyskach olimpijskich w Calgary w 1988 roku zajął 15. miejsce w supergigancie i 17. miejsce w zjeździe. Najlepszy wynik olimpijski osiągnął podczas igrzysk w Albertville w 1992 roku, kończąc bieg zjazdowy na szóstej pozycji. Brał też udział w igrzyskach olimpijskich w Lillehammer dwa lata później, jednak nie ukończył rywalizacji w zjeździe.
W 1994 roku zakończył karierę.

## Osiągnięcia

### Igrzyska olimpijskie
| Miejsce | Dzień     | Rok  | Miejscowość | Konkurencja | Czas biegu | Strata | Zwycięzca           |
| ------- | --------- | ---- | ----------- | ----------- | ---------- | ------ | ------------------- |
| 17.     | 15 lutego | 1988 | Calgary     | Zjazd       | 1:59,63    | +3,73  | Pirmin Zurbriggen   |
| 15.     | 21 lutego | 1988 | Calgary     | Supergigant | 1:39,66    | +3,66  | Franck Piccard      |
| 6.      | 9 lutego  | 1992 | Albertville | Zjazd       | 1:50,37    | +1,02  | Patrick Ortlieb     |
| DNF     | 16 lutego | 1992 | Albertville | Supergigant | 1:13,04    | -      | Kjetil André Aamodt |
| DNF     | 13 lutego | 1994 | Lillehammer | Zjazd       | 1:45,75    | -      | Tommy Moe           |

### Mistrzostwa świata
| Miejsce | Dzień       | Rok  | Miejscowość   | Konkurencja | Czas biegu | Strata | Zwycięzca          |
| ------- | ----------- | ---- | ------------- | ----------- | ---------- | ------ | ------------------ |
| 4.      | 6 lutego    | 1982 | Schladming    | Zjazd       | 1:55,10    | +0,86  | Harti Weirather    |
| 4.      | 3 lutego    | 1985 | Bormio        | Zjazd       | 2:06,68    | +0,77  | Pirmin Zurbriggen  |
| 4.      | 31 stycznia | 1987 | Crans-Montana | Zjazd       | 2:07,80    | +0,54  | Peter Müller       |
| 11.     | 8 lutego    | 1989 | Vail          | Supergigant | 1:38,81    | +1,40  | Martin Hangl       |
| 10.     | 23 stycznia | 1991 | Saalbach      | Supergigant | 1:26,73    | +2,69  | Stephan Eberharter |
| 1.      | 27 stycznia | 1991 | Saalbach      | Zjazd       | 1:54,91    | -      | -                  |
| 10.     | 11 lutego   | 1993 | Morioka       | Zjazd       | 1:32,06    | +1,45  | Urs Lehmann        |

### Puchar Świata

#### Miejsca w klasyfikacji generalnej
- sezon 1980/1981: 36.
- sezon 1981/1982: 26.
- sezon 1982/1983: 26.
- sezon 1983/1984: 6.
- sezon 1984/1985: 5.
- sezon 1985/1986: 13.
- sezon 1986/1987: 12.
- sezon 1987/1988: 8.
- sezon 1988/1989: 31.
- sezon 1989/1990: 17.
- sezon 1990/1991: 4.
- sezon 1991/1992: 5.
- sezon 1992/1993: 3.
- sezon 1993/1994: 36.

#### Zwycięstwa w zawodach
1. Val Gardena – 19 grudnia 1982 (kombinacja)
2. Val d’Isère – 9 grudnia 1983 (zjazd)
3. Val d’Isère – 10 grudnia 1983 (kombinacja)
4. Åre – 22 lutego 1986 (zjazd)
5. Laax – 4 stycznia 1987 (zjazd)
6. Beaver Creek – 11 marca 1988 (zjazd)
7. Val Gardena – 14 grudnia 1990 (zjazd)
8. Kitzbühel – 12 stycznia 1991 (zjazd)
9. Aspen – 8 marca 1991 (zjazd)
10. Lake Louise – 16 marca 1991 (zjazd)
11. Val Gardena – 14 grudnia 1991 (zjazd)
12. Kitzbühel – 17 stycznia 1992 (zjazd)
13. Kitzbühel – 18 stycznia 1992 (zjazd)
14. Wengen – 25 stycznia 1992 (zjazd)
15. Garmisch-Partenkirchen – 10 stycznia 1993 (zjazd)
16. St. Anton am Arlberg – 16 stycznia 1993 (zjazd)
17. Veysonnaz – 23 stycznia 1993 (zjazd)

- 17 zwycięstw (15 zjazdów i 2 kombinacje)

#### Pozostałe miejsca na podium
1. Aspen – 6 marca 1981 (zjazd) – 3. miejsce
2. Kitzbühel – 11 stycznia 1985 (zjazd) – 2. miejsce
3. Puy-Saint-Vincent/ Kitzbühel – 11 stycznia 1985 (kombinacja) – 2. miejsce
4. Kitzbühel – 13 stycznia 1985 (kombinacja) – 2. miejsce
5. Wengen – 19 stycznia 1985 (zjazd) – 2. miejsce
6. Garmisch-Partenkirchen – 27 stycznia 1985 (kombinacja) – 3. miejsce
7. Las Leñas – 15 sierpnia 1986 (zjazd) – 3. miejsce
8. Las Leñas – 16 sierpnia 1986 (zjazd) – 3. miejsce
9. Wengen – 17 stycznia 1987 (zjazd) – 3. miejsce
10. Calgary – 14 marca 1987 (zjazd) – 2. miejsce
11. Leukerbad – 24 stycznia 1988 (zjazd) – 2. miejsce
12. Schladming – 29 stycznia 1988 (zjazd) – 2. miejsce
13. Åre – 20 marca 1988 (zjazd) – 3. miejsce
14. Val Gardena – 16 grudnia 1989 (zjazd) – 2. miejsce
15. Val d’Isère – 29 stycznia 1990 (zjazd) – 3. miejsce
16. Cortina d’Ampezzo – 4 lutego 1990 (zjazd) – 2. miejsce
17. Åre – 15 marca 1990 (zjazd) – 2. miejsce
18. Valloire – 2 grudnia 1990 (supergigant) – 2. miejsce
19. Val d’Isère – 8 grudnia 1990 (zjazd) – 2. miejsce
20. Garmisch-Partenkirchen – 6 stycznia 1991 (supergigant) – 2. miejsce
21. Lake Louise – 15 marca 1991 (zjazd) – 2. miejsce
22. Val d’Isère – 7 grudnia 1991 (zjazd) – 3. miejsce
23. Megève – 1 grudnia 1992 (supergigant) – 3. miejsce
24. Val d’Isère – 5 grudnia 1992 (supergigant) – 2. miejsce
25. Garmisch-Partenkirchen – 11 stycznia 1993 (zjazd) – 3. miejsce
26. Whistler – 27 lutego 1993 (zjazd) – 3. miejsce
27. Whistler – 28 lutego 1993 (supergigant) – 2. miejsce
28. Åre – 26 marca 1993 (supergigant) – 3. miejsce